# Тварь на пороге
«Тварь на поро́ге» (англ. The Thing on the Doorstep), в других переводах «Тварь у поро́га», «Чудо́вище на поро́ге», «Чудо́вище на поро́ге до́ма», «Ночно́й прише́лец» — рассказ американского писателя ужасов и фантастики Говарда Филлипса Лавкрафта. Рассказ был написан в августе 1933 года и впервые опубликован в январе 1937 года в журнале «Weird Tales». Является частью «Мифов Ктулху».

## Сюжет
История представляет собой рассказ, в котором архитектор Дэниел Аптон  пытается объяснить, почему он застрелил в психиатрической лечебнице Аркхема своего друга — Эдварда Пикмана Дерби.
Дэниел с детства дружил с Эдвардом Дерби, который отличался незаурядными умственными способностями и интересовался оккультными науками. После учёбы в Мискатоникском университете он женился на Асенат Уэйт — девушке из портового города Иннсмут. Эфраим Уэйт, отец Асенат, пользовался дурной славой и умер при загадочных обстоятельствах, полностью потеряв рассудок, как раз перед поступлением дочери в школу. За три года брака Дерби сильно изменился, его даже видели за рулём автомобиля, хотя, ранее он боялся водить. Он стал замкнутым и не выходил из Краундшилдовского имения (англ. Crowninshield place).
Однажды Дэниел получил телеграмму от Эдварда из города Чесанкук (англ. Chesuncook), где он объявился при загадочных обстоятельствах. Прибыв туда, Дэниел нашёл Эдварда в подвале старой фермы — голого и кричащего нечто невразумительное. Найдя одежду, Дениел сажает его в автомобиль и везёт домой. Эдвард сообщает ужасные вещи — оказывается, Асенат способна управлять его разумом и на время вселятся в его тело. Находясь в его теле она отправляется в странные места и проводит ритуалы чёрной магии. Более того, Эдвард уверен, что Асенат — это её отец Эфраим, который поменялся телами с дочерью, а после, отравил её, пока она находилась в его старом теле. Почерк Асенат полностью совпадал с почерком её покойного отца. Асенат вступила в брак с Эдвардом для того, чтобы Эфраим заполучил более привычное для себя мужское тело. Выбор пал на Дерби, поскольку он обладал слабой волей, — что идеально подходит для переселения душ. Эдвард боится, что скоро Эфраим завладеет его телом окончательно. Дэниел принял эти слова как бред, но в следующее мгновение Эдвард внезапно переменился — его тело содрогалось, точно мышцы приспосабливались к психической конституции другой личности. Эдвард успокоился, взял свои слова обратно и сам сел за руль, как ни в чём не бывало.
После этих событий прошло два месяца. Ни об Эдварде, ни о Асенат не было слышно. В октябре от Эдварда ушла Асенат. Эдвард сказал, что воспользовался оккультными средствами защиты и Асенат ничего не оставалось, как собрать вещи, и уехать. Эдвард стал выглядеть как прежде. В следующем году, на Рождество, Эдвард пришёл к Дэниелу и кричал, что Асенат снова пытается завладеть его телом. Психическое состояние Эдварда ухудшилось и его поместили в лечебницу. Дэниел навещал его, пока однажды не зашёл к нему в палату и осознал, что перед ним уже не Эдвард, а некто иной.
Однажды ночью Дэниела разбудил телефонный звонок. В трубке были слышны странные булькающие звуки. Вскоре в дверь постучали, причём, стук был таким, каким стучал только Эдвард — три-пауза-два (это был их пароль). На пороге стоял жуткий карлик, окутанный в лохмотья и источающий невыносимое зловоние, который протянул в руке записку. В записке с почерком Дерби сообщалось, что Эдвард тогда соврал об отъезде Асенат, а на самом деле убил её и закопал тело в подвале. Эдвард думал, что всё кончено, но душа Эфраима, не покинула этот мир и продолжала пытаться завладеть телом Эдварда, пока останки Асенат не истлеют. В итоге у колдуна получилось завладеть его телом, а Эдвард оказался в разлагающемся трупе своей жены. Дерби удалось выбраться из-под земли, он пытался позвонить Дэниелу, но процесс разложения зашёл слишком далеко и он не смог говорить, а после он еле дошёл сюда, пока были силы.
Увидев, как Эдвард умер окончательно, Дениэл едет в лечебницу и убивает из пистолета того, кто называл себя Эдвардом. К сожалению, Дэниел совершил просчёт. Пока он находится под следствием, он почувствовал, что теперь душа Эфраима хочет овладеть его телом.

## Герои

### Эдвард Пикман Дерби
Эдвард Пикман Дерби (англ. Edward Pickman Derby) — друг рассказчика, впоследствии женился на девушке Асенат Уэйт. Умный, но слабовольный молодой человек.
Аптон, Пикман и Дерби являются старыми фамилиями города Салема. В художественной литературе Лавкрафта эти три семьи тесно связаны: Ричард Аптон Пикман — главный герой «Модель для Пикмана», в то время как Фонд Натаниэля Дерби Пикмана финансирует антарктическую экспедицию в романе «Хребты безумия», а куратор по фамилии Пикман охраняет мумию в рассказе «Вне времени».
Описание Лавкрафтом детства Дерби считается в значительной степени автобиографическим. Однако считается маловероятным, чтобы типичный самоуничижительный Лавкрафт так думал о себе, когда описывал Дерби, как об вундеркинде и юной литературной сенсацией. Судя по названиям книги Дерби, предполагается, что Лавкрафт имел в виду Кларка Эштона Смита, который получил признание в возрасте девятнадцати лет, когда опубликовал сборник стихов под названием «Звёздный путь и другие стихотворения» (1912). Другой возможной моделью является Альфред Галпин, друг Лавкрафта, который был на одиннадцать лет младше его, которого он описал как «чрезвычайно превосходящего меня» по интеллекту.
Написав, что «попытки Дерби отрастить усы были заметны с трудом», Лавкрафт вспомнил своего протеже Фрэнка Белнэпа Лонга, которого он часто дразнил по той же причине.

### Асенат Уэйт
Асенат Уэйт (англ. Asenath Waite) — жена Эдварда, впоследствии вселившийся в её тело Эфраим Уэйт, отец Асенат. Менялась телами с Эдвардом Дерби, так как ей был необходим мужской мозг для проведения ритуалов. Она была из городка Иннсмут и из древнего рода Уэйтов, вокруг которого ходило много разных легенд, похоже она была в родстве с Глубоководными, но сама к ним не относилась, судя по описанию Асенат и её отца. Не исключено «Асенат», на самом деле, может вообще не быть в этой истории, поскольку её телом всё время мог владеть её отец (или, возможно, Камог), который после попытался переселиться в тело Дерби. Эдвард называет Асенат «Дьяволица» (англ. She-devil).
Питер Кэннон пишет, что персонаж Асенат Дерби делает «Тварь на пороге» практически единственной историей Лавкрафта с сильным или важным женским персонажем, хотя вопрос осложняется «ситуацией смены пола». Возможно, некоторые черты персонажа похожи на впечатления Лавкрафта от брака с Соней Грин, с которой они фактически прожили лишь несколько лет.
С. Т. Джоши утверждает, что её имя переводится как «она принадлежит своему отцу», и что «Асенат буквально одержима своим отцом» — что похоже на Лавинию из рассказа «Ужас Данвича».

### Эфраим Уэйт
Эфраим Уэйт (англ. Ephraim Waite) — отец Асенат Уэйт. Колдун из приморского городка Иннсмут. Про него говорят, что он «в своё время был потрясающим учеником магических искусств». Поменялся телами с собственной дочерью, после чего отравил её. Камог (англ. Kamog) — тайное имя Эфраима, какое получают колдуны и ведьмы на шабаше. Эдвард намекает на то, что Эфраим является пришельцем. Лавкрафт часто описывает колдунов, у которых светятся глаза.  
По словам Роберта М. Прайса, прототипом Эфраима Уэйта послужил реальный оккультист Артур Эдвард Уэйт.

### Дэниел Аптон
Дэниел Аптон (англ. Daniel Upton) — рассказчик истории и лучший друг Эдварда Дерби. Учился в Гарвардском университете, а позднее работал архитектором в Аркхеме. Он женат и имеет сына — Эдварда Дерби Аптона. 
Аптон — старое название города Салема, штат Массачусетс, что отражает тот факт, что Аркхем — это в значительной степени беллетризованная версия Салема. А Уинслоу Аптона, профессора Университета Брауна города Провиденс, Лавкрафт некогда описал как «друга семьи». Альберт Уилмарт отмечает в рассказе, что Аптон «сделал выдающуюся карьеру с тех пор, как ему выписали справку о психическом здоровье и вынесли приговор об «оправданном убийстве»».

### Второстепенные персонажи
- Джастин Джеффри (англ. Justin Geoffrey) — писатель, который написал «Людей монолита» и умер незадолго до того как посетил деревушку в Венгрии, пользующейся дурной славой»
- Моисей Сарджент (англ. Moses Sargent) — родственник Асенат из Иннсмута. Также является родственником Джо Саржента из рассказа «Тень над Иннсмутом».
- Абигайл Сарджент (англ. Abigail Sargent) — родственник Асенат из Иннсмута.
- Юнис Бабсон (англ. Eunice Babson) — родственники Асенат из Иннсмута.
- Джилманы (англ. Gilmans) — соседи Дерби. Джилманы появляются в рассказах «Тень над Иннсмутом» и «Грёзы в ведьмовском доме».

## История создания
Идея для рассказа пришла к Лавкрафту из одного из его собственных снов, приснившихся ему в 1928 году, который он записал в своём дневнике:
«У мужчины есть ужасный друг-колдун, который управляет им. Убив его, чтобы спасти свою душу — он замуровывает его тело в старом подвале — НО — мёртвый колдун (который говорил странные вещи о душе, вселяющейся в тело) меняет их тела местами… отправив его сознание в труп, лежащий в подвале».
Переписка Дерби с «печально известным бодлеровским поэтом Джастином Джеффри, который написал «Людей монолита» (англ. The People of the Monolith) и умер незадолго до того как посетил деревушку в Венгрии, пользующейся дурной славой» является данью уважения рассказу Роберта Говарда «Чёрный камень» (1931), последователю «Мифов Ктулху».
Две повести, предлагаются в качестве источника вдохновения для «Тварь на пороге», — это «Обмен душами» Барри Пейна (1911) об изобретении учёного, которое позволяет ему меняться личность с женой, и «Лекарство» Г. Б. Дрейка (1925; опубликовано в США как «Призрачная Тварь»), в котором персонаж, обладающий силой переселения разума, воскресает из мёртвых, овладев телом раненого друга.
Питер Кеннон написал два продолжения к «Тварь на пороге»: «Месть Азатота» (1994) и «Дом Азатота» (1996). В графическом романе Алана Мура «Провиденс», пересказывающем Лавкрафта, фигурирует персонаж, основанный на Асенат / Эфраиме.

## Критика
По словам Питера Кэннона, «большинство критиков согласны с тем, что «Тварь на пороге» входит в число «самых бедных из поздних произведений Лавкрафта»». Он критикует его за «очевидный и мелодраматический сюжет, перемежающийся фрагментами театрального монолога», а также за «довольно шаблонный» фон Аркхема. Питер Кеннон отмечает, что персонаж главного героя движет сюжетом «Тварь на пороге» больше, чем в большинстве произведений Лавкрафта. «Там, где космические силы обычно случайно обгоняют типичного героя Лавкрафта, такого как Пизли, здесь Дерби виноват лишь в собственной личностной слабости, став жертвой гнусных замыслов своей жены».
Роберт Вайнберг оценивал «Тварь на пороге» как «не одну из лучших работ Лавкрафта».
С. Т. Джоши в «Жизнь Г. Ф. Лавкрафта» называет рассказ «одной из самых бедных историй Лавкрафта».
Лин Картер также отвергает рассказ за «на удивление незначительную и в какой-то мере неудовлетворительную... отвратительную маленькую домашнюю трагедию... полностью лишённую того космического видения, которое делает лучшие истории Лавкрафта такими незабываемыми». Эта критика любопытна, учитывая, что многие произведения Лавкрафта не претендовали и не претендуют на то, чтобы быть «рассказами о космическом видении автора» — такими как ранние дансанианские фантазии, «Ужасный старик», «Картина в доме» и «В склепе».
Лайон Спраг де Камп предлагает более уравновешенный взгляд, описывая рассказ как «в среднем ранге рассказов Лавкрафта: ниже его лучших, но намного выше среднего показателя по его жанру «Странных историй»», добавляя, что «Лавкрафт уделял больше внимания, чем обычно, персонажам».
«Это единственное произведение Лавкрафта, включённое в антологию Американской библиотеки 2009 года «Американские фантастические сказки: Страх и сверхъестественное от По до чтива».

## «Мифы Ктулху»
Лавкрафт обращается к темам переселения душ и колдовских практик. Колдуны проводят спиритические сеансы и призывают дух умершего. Взаимообмен душами позволяет им исследовать дальние уголки Иных миров, в других пространственно-временных континуумах. Увлечение чёрной магией привело Эдварда в северные леса Мэна, где проводят шабаш сектанты из Культа ведьм Часонкук. Там он увидел исполинские руины и бесконечные ступеньки, что спускаются в бездну. Эти нескончаемые лабиринты ведут в Иные миры — это похоже на описание из повести «Хребты Безумия». Эдвард спустился в яму Шогготов по лестнице из 6000 ступеней, к воротам, которые сторожат Наблюдатели (англ. Watchers), — это похоже на лестницу, что ведёт в Страну снов из повести «Сомнамбулический поиск неведомого Кадата». Там обитают «500 воющих» (англ. 500 that howled) и «мычащие твари c капюшоном» (англ. Hooded Thing bleated) — вероятно, нечистая сила.
Лавкрафт несколько раз использовал название «Наблюдатели»: в повести «Шепчущий во тьме» учёный называет Наблюдателями Ми-го; В рассказе «Ужас Данвича» так называют козодоев, которые следят за людьми со Сторожевого холма; В повести «За гранью времён» Наблюдатели Йит охраняют пленные разумы.
Эфраим хотел овладеть душой Эдварда, поскольку у него слабая сила воли — это черты Дьявола. Эфраим получил тайное имя Камог, которое получают колдуны на шабаше, продав душу. Эдвард называет Асенат «Дьяволица».
События «Тварь на пороге» происходят после «Тень над Иннсмутом», поскольку Асенат упоминает, что избежала правительственного рейда, что описан в начале рассказа. Асенат была одержима духом своего отца, Эфраима, который косвенно является одним из гибридов человека и расы глубоководных. Слуги, которых она привела в дом Эдварда, тоже являются уроженцами Иннсмута.
Эдвард упоминает «древние ужасы, что сокрыты в потаённых уголках мира под покровительством чудовищных жрецов, поддерживающих в них жизнь», — это похожие на мифы о Древних из рассказа «Зов Ктулху». Эдвард хранил инопланетные предметы «Извне» со внеземной геометрией, — это похоже на инопланетные объекты с неевклидовой геометрией из рассказа «Зов Ктулху». Эфраим (Камог) представляет собой нечто потустороннее, некую тварь, которая переселяется из одного тела в другое — это похоже на повесть «За гранью времён». Для этого он использует формулу из «Некрономикона», что позволяет управлять «Жизненным светом, мерцанием, пламенем по ту сторону тела, по ту сторону жизни», — это похоже на рассказа «За стеной сна». Дэниел называет Эфраима «гостем из Потустороннего мира и пришельцем из чёрной бездны», — это намёк на Азатота. Эдвард взывает к Шуб-Ниггурат, вероятно, для защиты. С помощью заклинаний из «Некрономикона» Эдвард сумел воскреснуть в полуразложившемся теле Асенат, чтобы вручить Дэниелу «записку призрака».

## «Страна Лавкрафта»
Лавкрафт так описывает местность штата Мэн:
Дерби говорил то, что казалось неправдоподобным даже для овеянного древними легендами Аркхема. Он рассказывал о страшных встречах в укромных местах, об исполинских руинах в самой чаще мэнских лесов, в чьих подземельях бесконечные ступени спускались в бездны мрачных тайн, о нескончаемых лабиринтах в незримых стенах, позволявших вторгаться в иные измерения времени и пространства, и о пугающих сеансах взаимообмена душами, что и позволяло исследовать дальние и потаённые уголки других миров, в иных пространственно-временных континуумах.
Чесанкук стоит рядом с обширным и мало исхоженным густым лесным массивом в Мэне, и у меня ушёл целый день лихорадочной гонки на автомобиле по призрачной и малоприятной глуши, чтобы добраться до места. Дерби начал бормотать нечто невнятное себе под нос, когда автомобиль проезжал по Огасте точно вид города пробудил в нём какие-то неприятные воспоминания.

В северных лесах сохранилось множество древних индейских поселений священные камни и прочее, которые имеют огромное значение в фольклоре.

## Запретные книги
«Некрономикон» Абдул Алхазреда
«Книга Эйбона» 
«Невыразимые культы» фон Юнцта

## Связь с другими произведениями
В рассказе «Тень над Иннсмутом» описана семья Уэйтов из Иннсмута, родственных Асенат.
В рассказе «Грёзы в ведьмовском доме» ведьма путешествует в Иные миры, упоминается Культ ведьм Часонкук, а в заклинании звучит имя Шуб-Ниггурат.
В повести «Сомнамбулический поиск неведомого Кадата» похожим образом описана лестница, соединяющая Страну снов и Мир яви, а также упоминается надгробие полковника Непемии Дерби.
В рассказе «Праздник» герой был одержим духом предка и спустился по бесконечно долгой лестнице в Подземный мир, где колдун чуть не завладел его душой.
В повести «Хребты Безумия» описаны Иные миры, лабиринты и Шогготы, а также метод опознания черепа по коронкам зубов.
В рассказе «Ужас Данвича» колдун Старый Уэйтли хотел открыть в наш мир врата невидимым монстрам, чтобы они уничтожили человечество.
В рассказе «За стеной сна» описано переселение разума инопланетян в тело человека, а также похожие сведения, которые говорит Космический скиталец.
В рассказе «Азатот» описана бездна в космосе, где обитает Азатот.
В рассказе «Склеп» юноша был одержим духом предка, который хотел завладеть его телом.
В романе «Случай Чарльза Декстера Варда» колдун заставил правнука воскресить себя.
В повести «За гранью времён» описано переселение разума инопланетян в тело человека.
В рассказе «Шепчущий во тьме» описаны существа, гипнотизирующие взглядом, которые похищали разум людей и заключали его в металлический цилиндр.

## Комментарии
1. ↑  Здесь и далее все имена и названия приводятся по переводу О. Колесникова.